# Satoru Asari
Satoru Asari (jap. 浅利 悟, Asari Satoru; * 10. Juni 1974 in der Präfektur Saitama) ist ein ehemaliger japanischer Fußballspieler.

## Karriere
Asari erlernte das Fußballspielen in der Schulmannschaft der Bunan High School und der Universitätsmannschaft der Meiji-Universität. Seinen ersten Vertrag unterschrieb er 1997 bei den Tokyo Gas (heute: FC Tokyo). Der Verein spielte in der zweithöchsten Liga des Landes, der Japan Football League. 1999 wurde er mit dem Verein Vizemeister der J2 League und stieg in die J1 League auf. 2004 und 2009 gewann er mit dem Verein den J.League Cup. Für den Verein absolvierte er 250 Spiele. Ende 2009 beendete er seine Karriere als Fußballspieler.

## Erfolge
FC Tokyo
- J.League Cup

Sieger: 2004, 2009